# لغز الجسر والفانوس

لغز الفانوس والجسر هو لغز منطقي من فئة ألغاز عبور النهر يتحدث عن أربعة مسافرين وعن جسر وفانوس.

## القصة
اعترض نهر طريق أربعة مسافرين في الليل، وعلى النهر يُوجد جسر ضيق لا يتسع سوى لشخصين في نفس الوقت، ويملك الأربعة فانوساً واحداً، ولأن الوقت ليلاً لا يمكنهم عبور الجسر إلا باستخدامه، فإذا كان المسافر الأول يستطيع عبور الجسر في دقيقة، والثاني في دقيقتين، والثالث في خمس دقائق، والرابع في ثمان دقائق، فهل يمكن للمسافرين الأربعة عبور الجسر خلال 15 دقيقة؟

### ضوابط اللغز
- لا يمكن عبور الجسر إلا باستخدام الفانوس، وهذا يُوجب إعادته بعد كل مرة ينتقل فيها بعض المسافرين إلى الضفة الأخرى.
- عندما يعبر مسافران الجسر معاً فعلى الأسرع بينهما أن يجاري سرعة المسافر الآخر، وعليه يستغرق عبورهما معاً نفس المدة الازمة لعبور المسافر الأبطأ.

## الحل
المدة اللازمة لإعادة الفانوس للمسافرين المنتظرين على الضفة الأولى تُعد هدراً لا يمكن تجنبه، وبفرض أن المسافرين الأربعة هم أحمد وإبراهيم وعيسى ويوسف على الترتيب في اللغز، فإن أُولى الأفكار التي تتبادر للذهن لتقليل الزمن المهدور إلى حده الأدنى هي جعل أحمد (المسافر الأسرع) حمالاً للفانوس يعيده في كل مرة.
| الزمن    | الضفة الأولى                 | الحركة على الجسر                           | الضفة الثانية                |
| -------- | ---------------------------- | ------------------------------------------ | ---------------------------- |
| صفر      | أحمد، وإبراهيم، وعيسى، ويوسف |                                            |                              |
| دقيقتين  | عيسى، ويوسف                  | أحمد وإبراهيم عبرا الجسر إلى الضفة الثانية | أحمد، وإبراهيم               |
| 3 دقائق  | أحمد، وعيسى، ويوسف           | عاد أحمد إلى الضفة الأولى                  | إبراهيم                      |
| 8 دقائق  | يوسف                         | أحمد وعيسى عبرا إلى الضفة الثانية          | أحمد، وإبراهيم، وعيسى        |
| 9 دقائق  | أحمد، ويوسف                  | عاد أحمد إلى الضفة الأولى                  | إبراهيم، وعيسى               |
| 17 دقيقة |                              | عبر أحمد ويوسف الجسر إلى الضفة الثانية     | أحمد، وإبراهيم، وعيسى، ويوسف |

هذا الحل غير صحيح فهو لا يسمح بعبور المسافرين خلال 15 دقيقة، ولإيجاد الحل الصحيح لابد من إدراك أن عبور المسافرين الأبطأ (عيسى ويوسف) منفصلين عن بعضهما البعض يهدر الكثير من الوقت، والأفضل جعلهما يعبران معا في نفس الوقت.
| الزمن    | الضفة الأولى                 | الحركة على الجسر                           | الضفة الثانية                |
| -------- | ---------------------------- | ------------------------------------------ | ---------------------------- |
| صفر      | أحمد، وإبراهيم، وعيسى، ويوسف |                                            |                              |
| دقيقتين  | عيسى، ويوسف                  | أحمد وإبراهيم عبرا الجسر إلى الضفة الثانية | أحمد، وإبراهيم               |
| 3 دقائق  | أحمد، وعيسى، ويوسف           | عاد أحمد إلى الضفة الأولى                  | إبراهيم                      |
| 11 دقيقة | أحمد                         | عيسى ويوسف عبرا إلى الضفة الثانية          | إبراهيم، وعيسى، ويوسف        |
| 13 دقيقة | أحمد، وإبراهيم               | عاد إبراهيم إلى الضفة الأولى               | عيسى، ويوسف                  |
| 15 دقيقة |                              | عبر أحمد وإبراهيم الجسر إلى الضفة الثانية  | أحمد، وإبراهيم، وعيسى، ويوسف |

ويوجد حل آخر مكافئ لهذا الحل، ويختلف عنه فقط في أن إبراهيم يعود أولاً إلى الضفة الأولى ومن ثم يعود أحمد.

## اللغز في التاريخ
يُروى اللغز بعدة طرق مختلفة تتفق جميعها في الصورة العامة وطريقة الحل، ومعظم الاختلافات ترتكز على تغييرات تجميلية في اللغز، كأن يتم إضافة أسماء للمسافرين أو تغيير زمن العبور لكل مسافر، فمثلاُ يمكن تفسير القيد الزمني في اللغز بأن الفانوس سينطفئ بعد 15 دقيقة، أو أن المسافرين يحتاجون للإسراع للحاق بقطار منتصف الليل.
أما أول ظهور للغز فقد كان في عام 1981م في كتاب الاستراتيجيات العليا للأحاجي والألغاز (بالإنجليزية: Super Strategies For Puzzles and Games), وفي الصيغة الواردة في الكتاب يستغرق الرجل الأول 5 دقائق لعبور النهر، والثاني 10 دقائق، والثالث 20 دقيقة، الرابع 25 دقيقة، والقيد الزمني هو 60 دقيقة.

## اقرأ أيضاً
- معضلة المربع المفقود
- لغز المساجين و القبعات
- مسألة خلط الماء والعصير
- لغز القبعات البيضاء والسوداء
- معضلة المسافر
- لغز عمر الأطفال الثلاثة
- لغز عبور النهر
- بطولة الألغاز العالمية
- بطولة الألغاز الأسترالية